# アーセナル (漫画家)
アーセナル（3月25日 - ）は、日本の漫画家。主に成人向け漫画雑誌で漫画を描いており、辰巳出版発行の『COMICペンギンクラブ』で作品を発表している。
2023年現在、ペンネームを左倉 かなを(さくら かなを)に改名して活動中。

## 作品リスト
1. 『ニーソ少女で○○○』 （2008年9月発売、富士美出版〈富士美コミックス〉、ISBN 978-4-89421-834-5）
2. 『発情みるくほ～る』 （2009年11月発売、富士美出版〈富士美コミックス〉、ISBN 978-4-89421-920-5）
3. 『しすた〜ずえっち』 （2011年1月5日〈2010年11月発売〉、富士美出版〈富士美コミックス〉、ISBN 978-4-89421-992-2）
4. 『あい妹みぃ妹ん』 （2011年9月発売、富士美出版〈富士美コミックス〉、ISBN 978-4-79950-058-3）
5. 『でびるちぇりーぱい』 （2012年10月発売、富士美出版〈富士美コミックス〉、ISBN 978-4-79950-154-2）
6. 『発情は～れむのーと♡』 （2013年8月発売、富士美出版〈富士美コミックス〉、ISBN 978-4-79950-227-3）
7. 『発情セックスDays』 （2014年10月発売、富士美出版〈富士美コミックス〉、ISBN 978-4-79950-326-3）
8. 『ぐちゅ濡れ乙女』 （2015年7月発売、富士美出版〈富士美コミックス〉、ISBN 978-4-79950-388-1）
9. 『シタがりJKエッチ』 （2016年10月発売、富士美出版〈富士美コミックス〉、ISBN 978-4-79950-474-1）
10. 『恋膣穴（コイアナ）』 （2017年8月発売、富士美出版〈富士美コミックス〉、ISBN 978-4-79950-523-6）
11. 『膣穴あそび』 （2018年10月発売、富士美出版〈富士美コミックス〉、ISBN 978-4-79950-594-6）
12. 『膣内射精（なかだし）シスター』 （2019年7月発売、スコラマガジン〈富士美コミックス〉、ISBN 978-4-90230-778-8）
13. 『シスハメ』 （2020年7月30日初版発行[2]、スコラマガジン〈富士美コミックス〉、ISBN 978-4-79950-654-7）
14. 『お兄ちゃんのHな堕とし方』 （2021年7月発売、スコラマガジン〈富士美コミックス〉、ISBN 978-4-79950-683-7）